# Chrysalis
Chrysalis (br:Chrysalis - Um Futuro Não Muito Distante pt: Chrysalis - Um Futuro Próximo) é um filme francês de 2007, do gênero ficção científica dirigido por Julien Leclercq.

## Enredo
Ao caçar um ladrão, suspeito de assassinato, David Hoffman acaba descobrindo uma clínica onde são feitos experimentos com memórias. O Projeto Chrysalis permite a manipulação seletiva de memórias, eliminando as que são fontes de perturbação.

## Elenco
- Albert Dupontel.......David Hoffmann
- Marie Guillard.......Marie Becker
- Marthe Keller.......Professor Brügen
- Mélanie Thierry.......Manon Brügen
- Claude Perron.......Miller
- Alain Figlarz.......Dimitri Nicolov
- Smadi Wolfman.......Sarah
- Patrick Bauchau.......Charles Becker
- Guy Lecluyse.......Kovacs
- Cyril Lecomte.......Legista